# R217 (route russe)
La route fédérale R-217 « Caucase » (en russe : Федера́льная автомоби́льная доро́га Р217 «Кавказ », Federalnaya avtomobilnaya doroga R217 «Kavkaz») appelée aussi « route du Caucase » (par référence aux montagnes qu'elle longe), est une route fédérale russe située en Ciscaucasie qui relie la route fédérale M4 à Pavlovskaïa à la frontière avec l'Azerbaïdjan. Jusqu'au 31 janvier 2017, l'ancien nom M29 était utilisé. La route fait partie du réseau routier européen et partiellement du réseau routier asiatique. La route est gérée par l'Agence fédérale des routes de Russie. 
Longue de 1 118 kilomètres, la route est le principal axe de Ciscaucasie, desservant presque toutes les principales villes, dont celles de Stavropol, Piatigorsk, Naltchik, Vladikavkaz, Grozny, Makhatchkala et Derbent. L'axe doit à terme être entièrement à quatre voies, avec de nombreux travaux en cours pour agrandir la route, contourner les localités et mettre des échangeurs. Avec la guerre russo-ukrainienne, la route est devenue l'une des principales artères de transports de la Russie, permettant qu'elle communique avec la Géorgie et l'Azerbaïdjan. 

## Description

### Caractéristiques générales
La R217, jusqu'au 31 décembre 2017 Magistrale 29, ou , est une route traversant sept sujets de la fédération de Russie de Ciscaucasie, la région du Caucase située dans le sud de la Russie. D'ouest en est, elle traverse : le kraï de Krasnodar, le kraï de Stavropol, la Kabardino-Balkarie, l'Ossétie du Nord-Alanie, l'Ingouchie, la Tchétchénie et le Daghestan. Elle fait partie du réseau routier européen, en étant la   de Pavlovskaïa à Makhatchkala et de plus la   pour la section de Mineralnye Vody à Beslan. La section de Makhatchkala à la frontière avec l'Azerbaïdjan fait partie de la   et du réseau routier asiatique en étant une section de la route asiatique 8.
Sa longueur est officiellement de 1 118 kilomètres, bien qu'avec les travaux le trajet réel est plus court. Sur une bonne partie du trajet, la route traverse un terrain montagneux, avec des montées, descentes et virages fréquents. Par ailleurs, sur la moitié du trajet, il n'y a qu'une voie dans chaque sens. Le revêtement est en bon état.  Des travaux d'élargissements ou de reconstruction sont en cours sur de nombreuses sections, comme entre Khassaviourt et la banlieue de Makhatchkala, qui doit passer à quatre voies d'ici fin 2023. Cette section voit jusqu'à 25 000 voitures par jour.

### Parcours
La route commence dans le village de Pavlovskaïa (en) au niveau d'un échangeur avec la route fédérale M4 (Moscou — Novorossiïsk). À ce niveau-là, la M4 est payante, et mène au nord vers Rostov-sur-le-Don ou au sud-ouest vers Krasnodar. La première grande localité sur la route est Tikhoretsk, avec une intersection avec la route régionale 03K-007 vers Belaïa Glina et plus loin Volgograd. La route continue en direction sud-est, desservant la ville de Kropotkine. Près de cette ville se trouve un échangeur avec la route régionale 03K-002 vers Krasnodar.  
La route continue dans la direction, et passe au sud-est d'Armavir. De là, la prochaine ville est Nevinnomyssk, dans le kraï de Stavropol, à environ 90 kilomètres. Juste avant d'arriver à cette ville, elle rencontre l'A155  à Kotchoubeïevskoïe en direction de Karatchaïevsk. Aussi juste avant Nevinnomyssk, une route mène vers Stavropol à une trentaine de kilomètres au nord. 

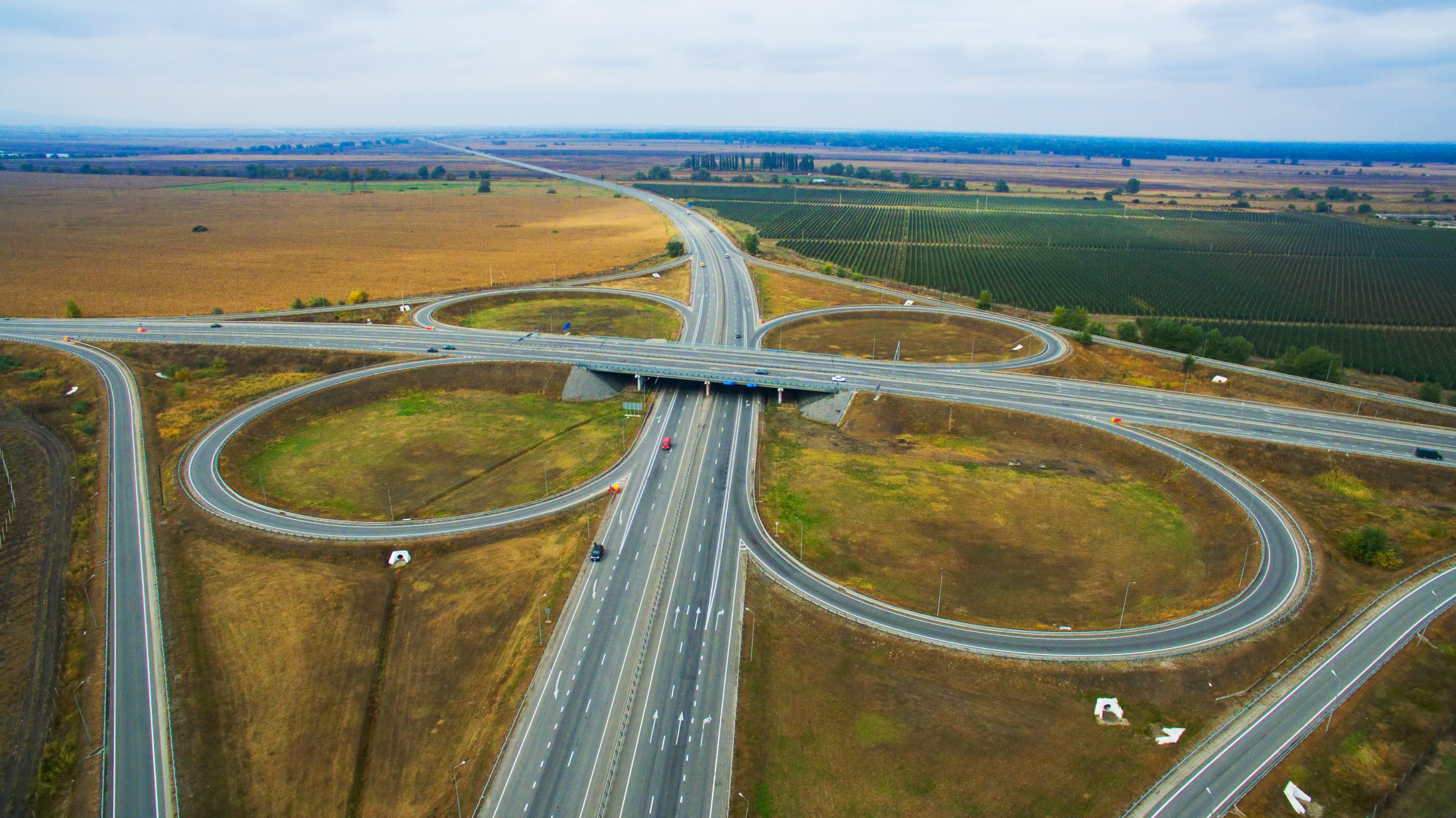
Contournement de Naltchik.

En continuant depuis Nevinnomyssk, la route atteint la station thermale de Mineralnye Vody, où elle a un échangeur avec l'A167 vers Boudionnovsk et avec l'A157 vers Kislovodsk. Ensuite, il y a Piatigorsk qui est contournée par l'est. La prochaine ville est Baksan, puis peu après la grande ville est Naltchik, capitale de la république de Kabardino-Balkarie. La route contourne cette ville. Par la suite, la route continue vers le sud, avec à Kardjine un échangeur avec la route transcaucasienne, puis contournant Beslan où elle a un échangeur avec la route militaire géorgienne. Après Beslan, la route prend la direction plein est, passant au nord de Vladikavkaz. Elle passe brièvement en Ingouchie, traversant Nazran et desservant Magas et Karaboulak. 
La R217 atteint la Tchétchénie, où elle dessert de nombreuses localités, tel qu'Atchkhoï-Martan et Ourous-Martan, avant de contourner par le sud et l'est Grozny et Argoun, puis de contourner par le sud Goudermes. Peu après, elle passe au Daghestan, desservant Khassaviourt puis Kiziliourt. Elle atteint la capitale du Daghestan Makhatchkala, où elle a un échangeur avec la R215 vers Astrakhan. De ce point, la route prend une direction sud, se frayant un chemin entre le Caucase et la Caspienne. Elle dessert les villes côtières de Kaspiisk, Izberbach puis la commune urbaine de Mamedkala avant d'arriver à la ville de Derbent. Elle continue vers le sud, et arrive à Iarag-Kazmaliar (ru), dernier village russe avant la frontière avec l'Azerbaïdjan. La route est prolongée vers Bakou et l'Iran par l'autoroute azérie M1.

### Travaux et élargissements

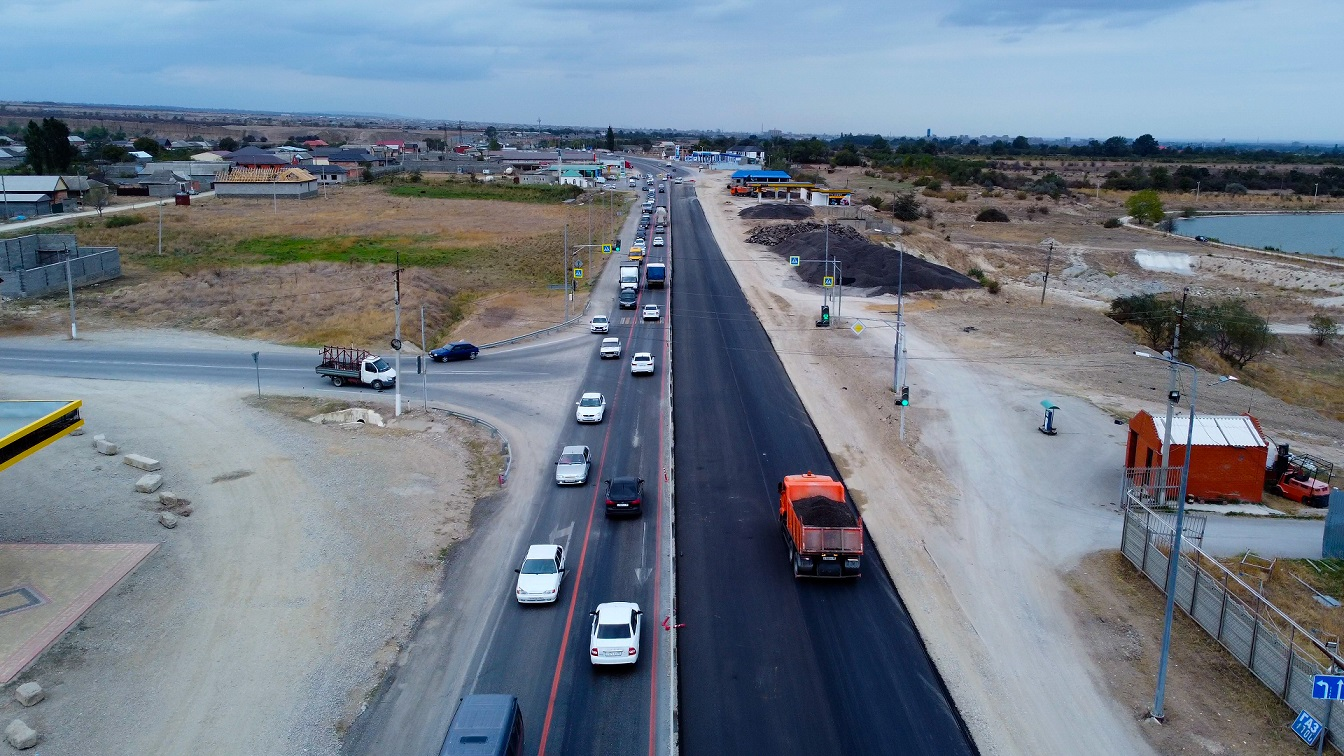
Travaux d'élargissement au Daghestan.

Au Daghestan, Rosavtodor a annoncé en août 2023 que la section de Derbent à Makhatchkala sera étendue à quatre voies, afin d'accueillir jusqu'à 35 000 véhicules par jour. La circulation sera séparée, avec des échangeurs. De plus, l'éclairage et les bords seront refaits. Les travaux devrait être terminés en 2025. Toujours dans la république, cinq autre tronçons, avec une longueur totale cumulée de 65 kilomètres, sont en cours d'extensions à quatre voies. Enfin, deux tronçons près de Khassaviourt et d'Ouchkent ont été ouvert élargis en 2023, avec une longueur totale cumulée de 13 kilomètres.
En Tchétchénie est en construction le contournement de Goudermes. Un premier tronçon de 15 km a été ouvert en 2015 et un deuxième de 12 km en 2019. En 2024, le contournement sera entièrement ouvert, avec quatre voies et des échangeurs dans chaque sens. La route ne traversera plus la ville, qui voit actuellement passer 30 000 voitures par jour, et la longueur totale du contournement sera de 36 km.
D'ici fin 2024, la route en Kabardino-Balkarie sera entièrement à quatre voies. Une section de 8 km des villages de Kouba-Taba à Malki a été ouvert en janvier 2023, et une dernière section entre le village d'Argoudan et la frontière avec l'Ossétie-du-Nord-Alanie est en cours de construction, longue de 15 km.

## Galerie

La R217 :
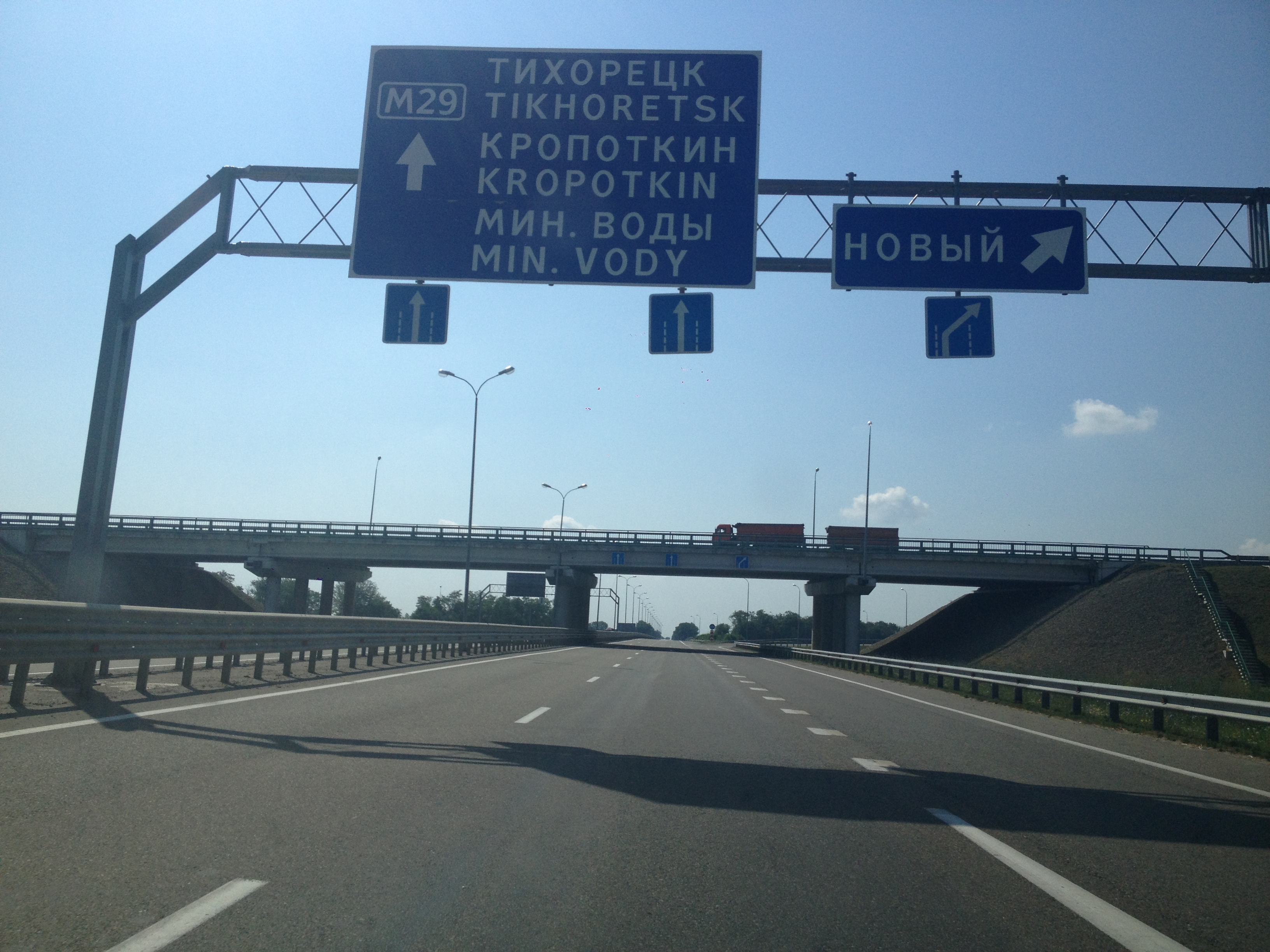
Début de la route (échangeur avec la M4).
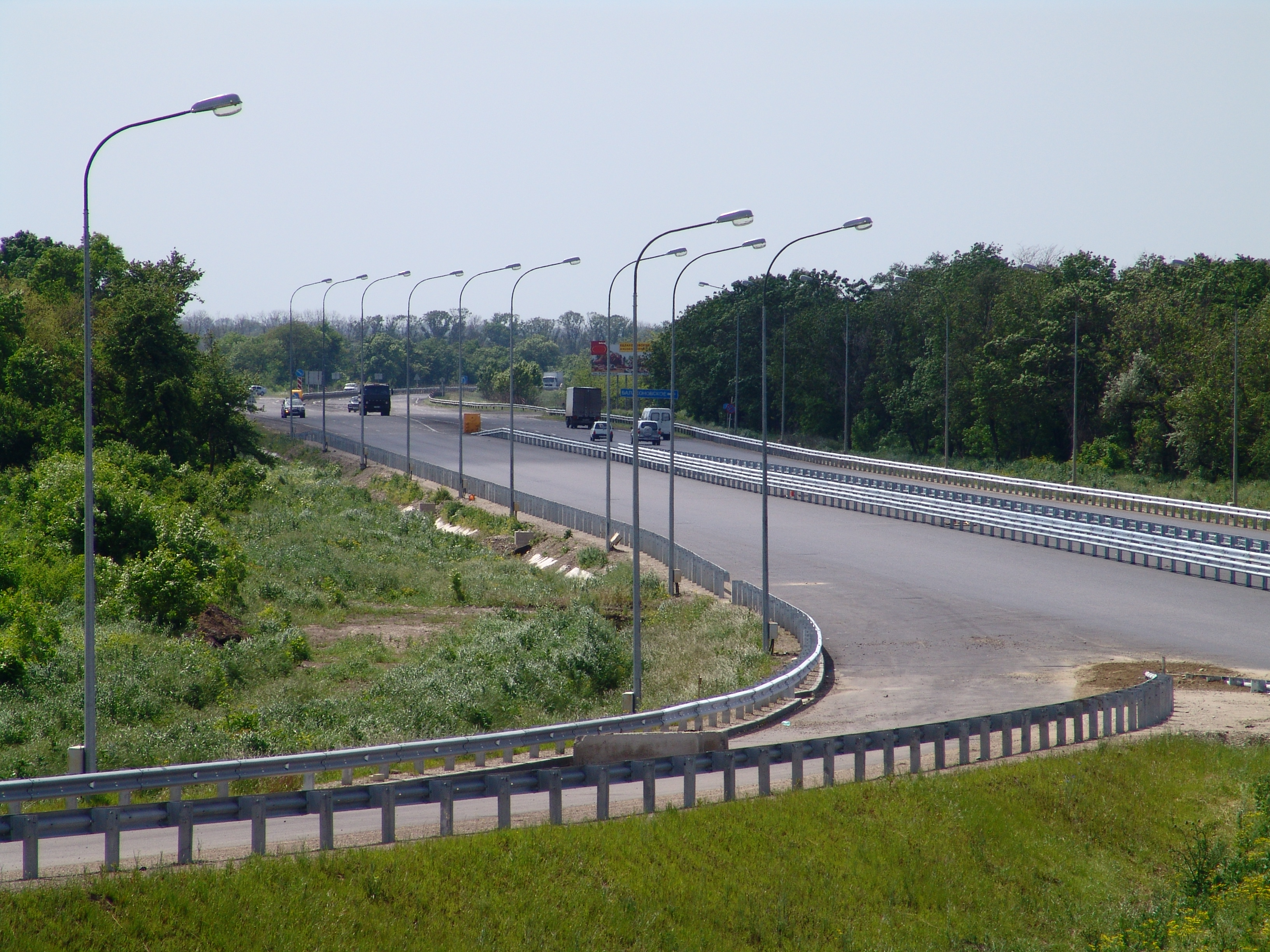
À Kotchoubeïevskoïe.
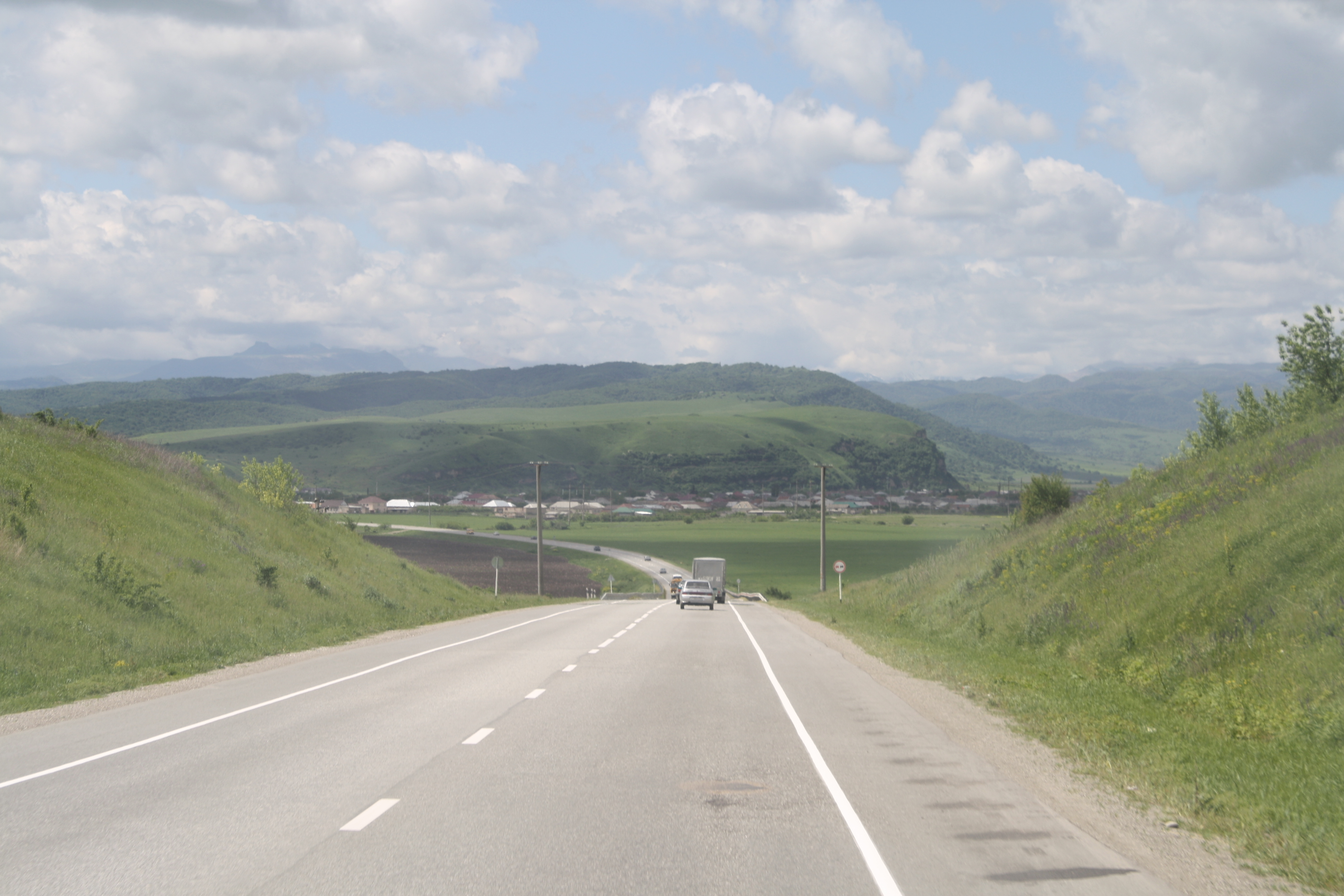
En Kabardino-Balkarie.
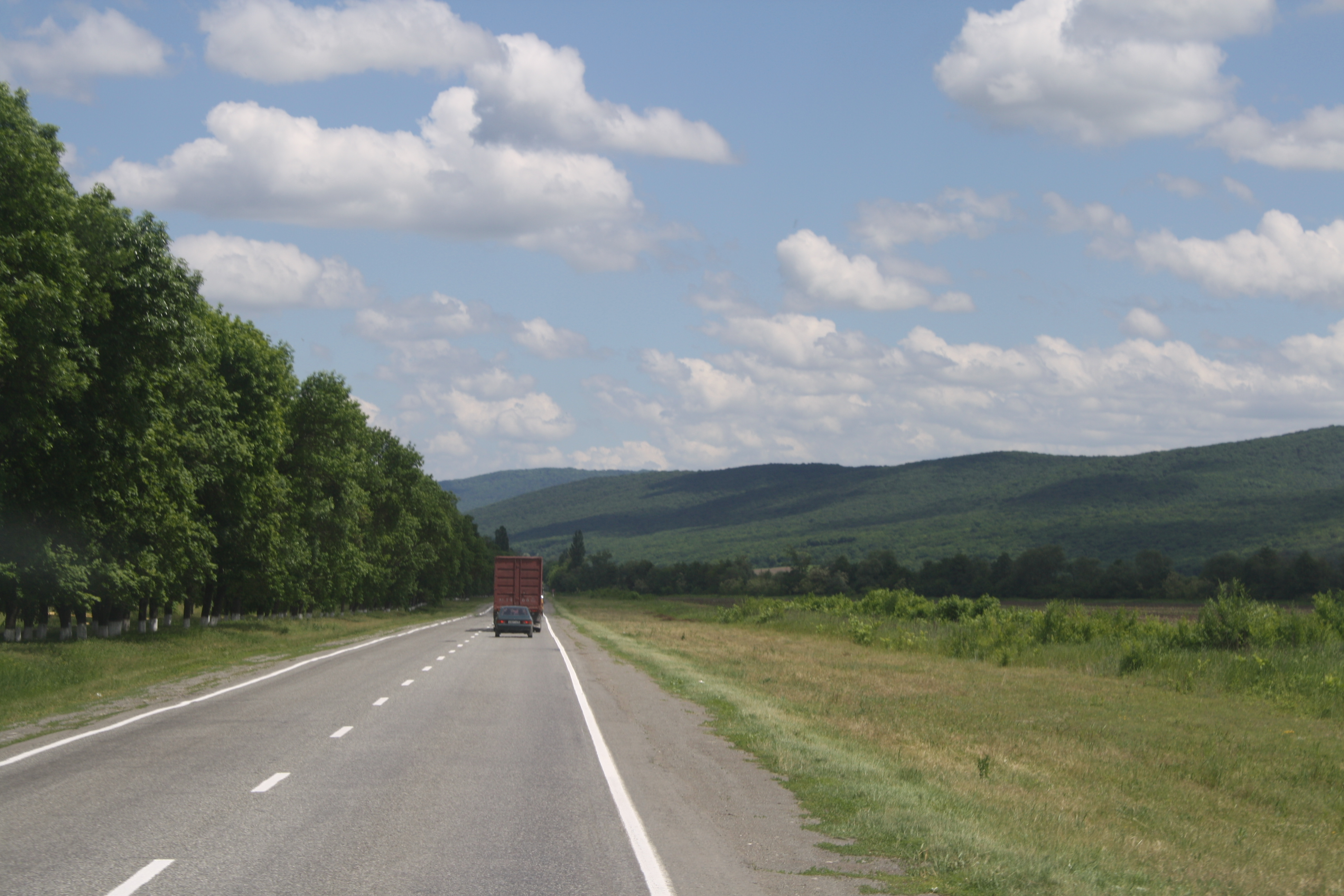
En Ossétie-du-Nord-Alanie.